# Philosopher
Philosopher (engl. Philosoph) ist eine Death-Metal-Band aus Chemnitz (Deutschland).

## Geschichte
Philosopher wurde 2003 gegründet. Im selben Jahr erschien ein selbstbetiteltes Demo. Im Februar 2004 stieg Mike Seifert als Sänger ein. 2004 erschien die EP What Dwells Beyond. Das Debütalbum Thoughts folgte 2005 auf Ruptured Silence Records. Es war die erste Veröffentlichung des Independent-Labels. 2006 wurde die EP Laws ov Form veröffentlicht.

## Stil
Philosopher ist beeinflusst von US-amerikanischem Old-School-Death-Metal, der überwiegend langsam gespielt wird. Inspirationsquellen sind Morbid Angel und Death. In ihren Texten setzen sie sich mit den Werken des US-amerikanischen Schriftstellers H.P. Lovecraft auseinander. Auch musikalisch versucht man, die Atmosphäre seiner Werke aufzugreifen.

## Diskografie
- 2003 Philosopher (Demo)
- 2004 What Dwells Beyond (EP)
- 2005 Thoughts (Ruptured Silence Records)
- 2006 Laws Ov Form (EP, Ruptured Silence Records)